# Phonetikum
Ein Phonetikum (Pl. Phonetika; chinesisch 聲旁 / 声旁, Pinyin shēngpáng oder 音符,  yīnfú) ist das lauttragende Element eines chinesischen Schriftzeichens.

## Beispiele
Beispiele mit den Zeichen 馬, 黃, 單, 專 und ihren Kurzzeichen.
| 马 | 馬    | 黄/黃  | 单 | 單 | 专 | 專 |
| -- | ----- | ------ | -- | -- | -- | -- |
| 妈 | 媽    | 广* 廣 | 郸 | 鄲 | 转 | 轉 |
| 吗 | 嗎    | 橫     | 弹 | 彈 | 砖 | 磚 |
| 骂 | 罵/駡 | 磺     | 惮 | 憚 | 传 | 傳 |

* Kurzzeichen, bei dem das Phonetikum weggestrichen wurde. Siehe Methoden der Zeichenverkürzung.
Phonetika können innerhalb der Schriftzeichen an verschiedenen Orten stehen: rechts (z. B. 同 in 铜), links (武 in 鹉), unten (路 in 露), oben (加 in 架), innen (元 in 园) oder außen (门 in 闷) (zur Aussprache siehe Liste von Phonetika in chinesischen Schriftzeichen). Die Zahl der Phonetika wird in verschiedenen Werken unterschiedlich angegeben.

## Forschung
In der Volksrepublik China hat sich insbesondere der Sprachwissenschaftler Zhou Youguang um die Erforschung der Phonetika und ihre Verwendung in der Didaktik verdient gemacht.

## Nach Phonetika geordnete Zeichenlexika/Wörterbücher
Einige Schriftzeichenlexika bzw. Chinesisch-Wörterbücher sind nach Phonetika aufgebaut, z. B. das mit mehreren Indices versehene moderne Werk von Choh-Ming Li (Li Zhuomin) und das vielfach aufgelegte Pocket Dictionary des britischen Missionars William Edward Soothill. Die deutsche Sinologie hat bislang kein solches Werk hervorgebracht.
In diesen Wörterbüchern stehen alle mit denselben Lautelementen (Phonetika) zusammengesetzten Zeichen sowie die mit diesen Zeichen gebildeten Wörter an einem Ort. Diese Anordnung unterscheidet sich von der nach sogenannten Radikalen bzw. Signifika.
- Joseph-Marie CALLERY: Systema phoneticum scripturæ sinicæ a J. M. Callery, missionnario apostolico in Sinis, e Taurinensis Scientiarum Academia membro, etc. – Macao, mdcccxli [1841], Pars i, pp. v-84-xxxvi-65;  Pars ii, pp. 501
- Rick HARBAUGH: Chinese Characters: A Genealogy and Dictionary. = Zhōngwén zìpǔ 中文字譜. Zhongwen.com 1998 (zahlreiche weitere Auflagen bei Yale University Press). Online-Ausgabe bei zhongwen.com
- Bernhard KARLGREN:
  - „Grammata Serica, Script and Phonetics in Chinese and Sino-Japanese“, The Bulletin of the Museum of Far Eastern Antiquities, Stockholm 1940
  - Grammata Serica Recensa. 1957
- LI Zhuomin (Choh-Ming LI): Lishi zhongwen zidian 李氏中文字典. Shanghai: Xuelin chubanshe 1981
- William Edward SOOTHILL: The Student’s Four Thousand 字 [zi] and General Pocket Dictionary. 1899 (zahlreiche weitere Auflagen)
- Wassili Pawlowitsch WASSILJEW: Графическая система китайских иероглифов. Опыт первого китайско-русского словаря (Das grafische System der chinesischen Zeichen. Versuch eines ersten chinesisch-russischen Wörterbuches; 1867). – ein Entwurf eines Wörterbuchs
- Léon WIEGER, S.J.: Chinese Characters: Their Origin, Etymology, History, Classification and Signification. (Translated into English by L. Davrout, S.J.) New York: Paragon Book Reprint Corp. & Dover Publications, Inc. 1965 (ursprünglich erschienenen als 2nd edition, enlarged and revised according to the 4th French edition, Hsien-hsien: Catholic Mission Press, 1927.)
- ZHOU Youguang 周有光: Hanzi shengpang duyin biancha 汉字声旁读音便查. Changchun: Jilin renmin chubanshe 1980
- ZHU Junsheng 朱骏声 (1788–1858): Shuowen tongxun dingsheng 说文通训定声. Fertiggestellt 1833, Erstdruck 1849[1] (mehrere Neuauflagen)